# Skylt

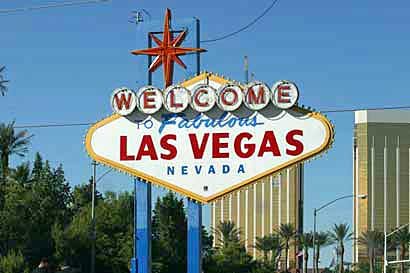
"Welcome to Fabulous Las Vegas", välkomstskylt i Las Vegas.

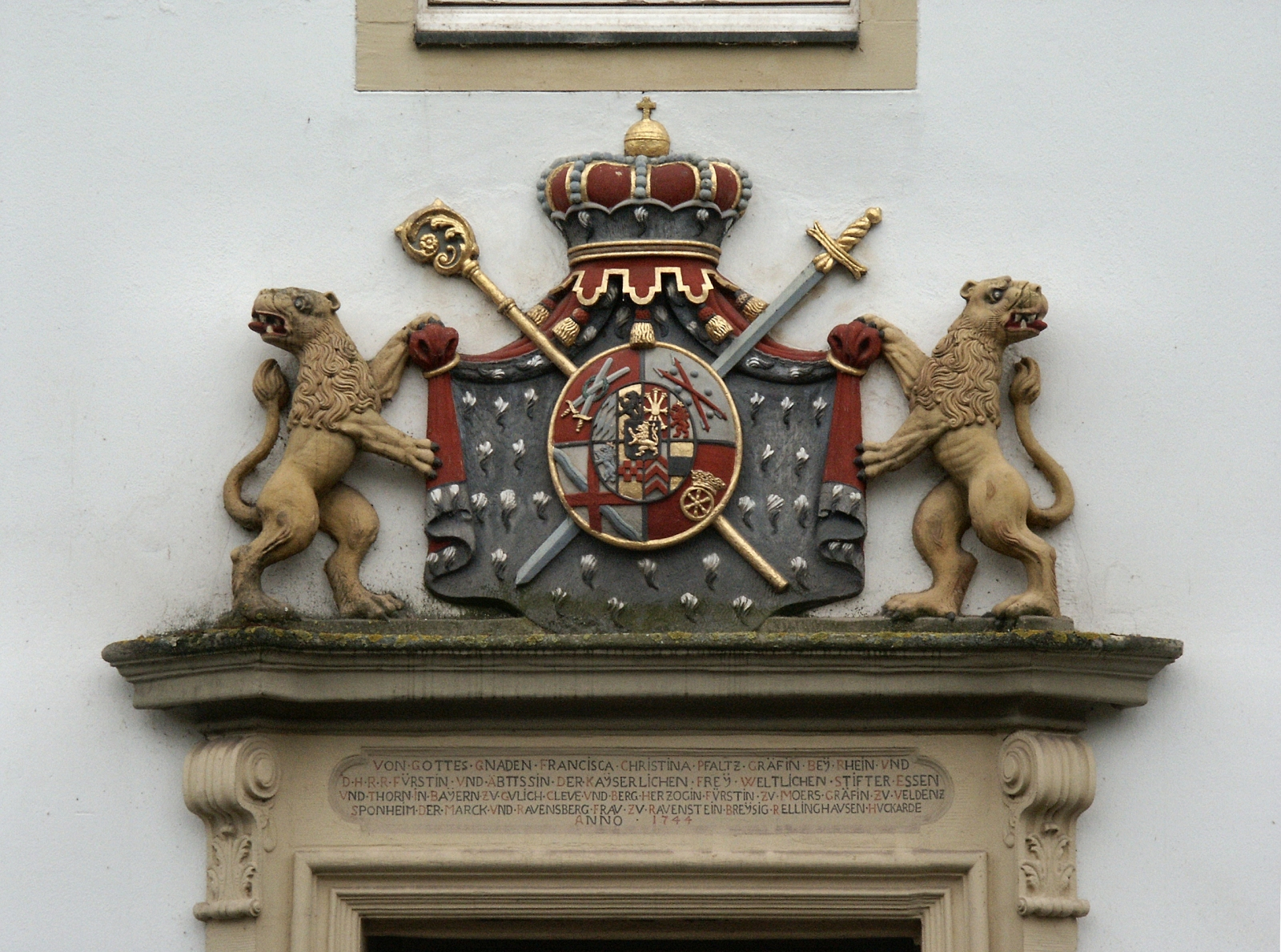
Vapensköld.

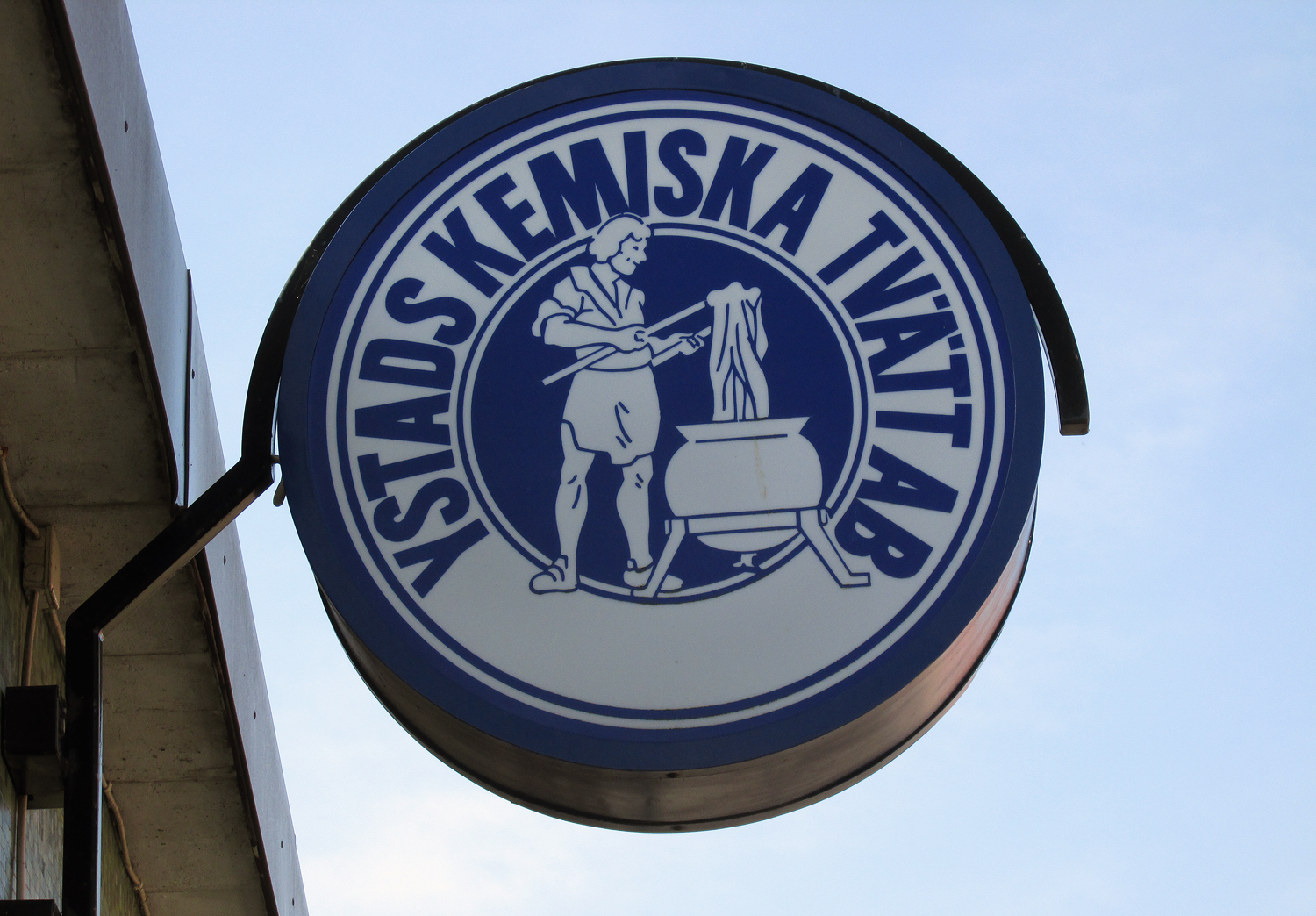
En skylt vid en tvättinrättning i Ystad 2016.

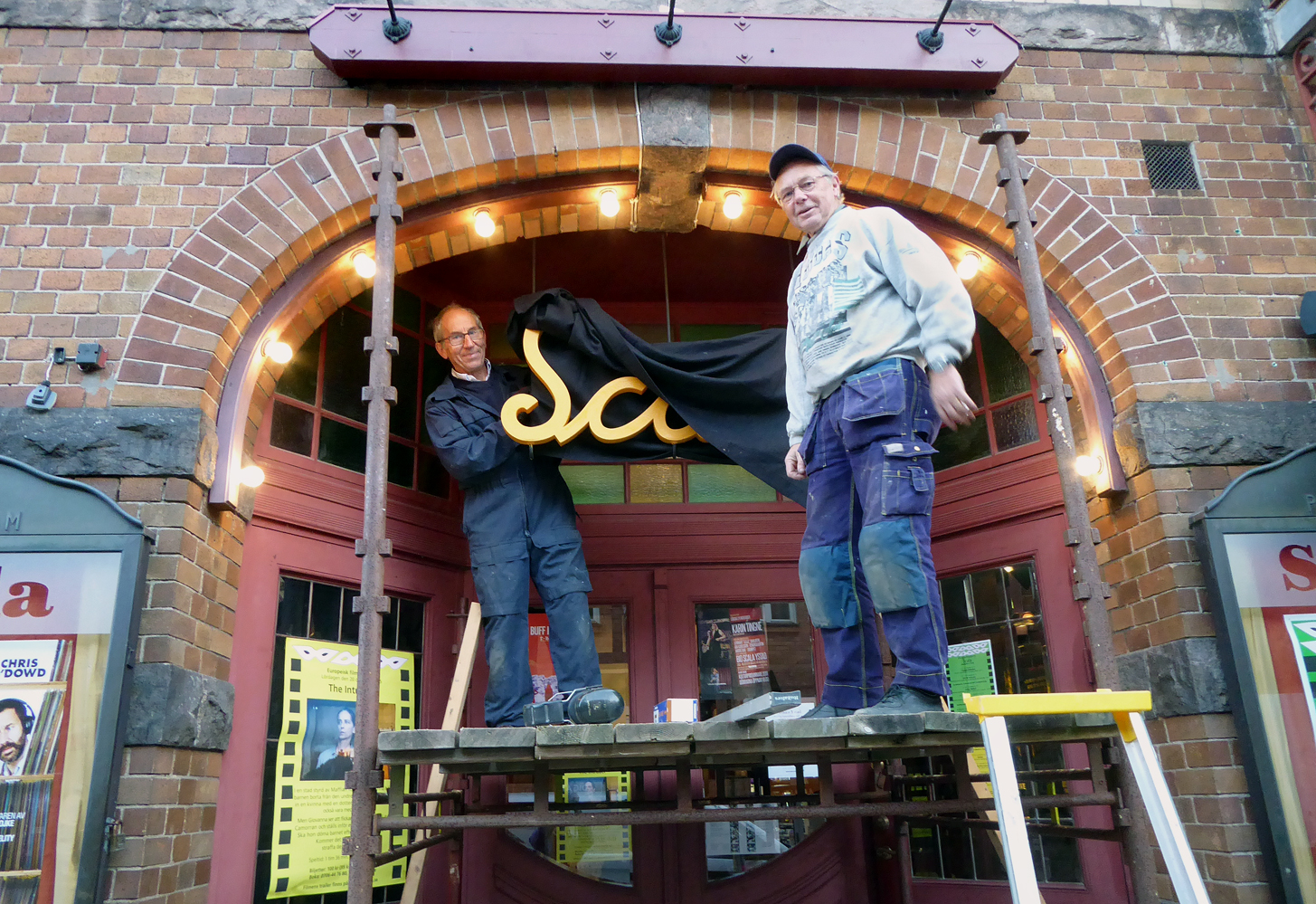
En renoverad skylt till en biograf i Ystad sätt upp 2018.

En skylt är en tavelliknande kommunikationsanordning försedd med grafik i form av bilder, tecken, bokstäver eller symboler. Den används för att förmedla någon form av information, upplysning, reklam, åsikt etc och kan vara avsedd för allmänheten eller för en specifik grupp.
Skyltar kan variera i storlek och form. Den kan bestå av målad information på trä, en stentavla med inskription, den kan vara gjuten i plast, vara tryckt på papper, tyg eller plast och monterad på ett skivmaterial. En skylt kan ha blinkande lampor eller en digital- eller elektronisk skärm. Vanliga material för utomhusskyltar är akrylplast, aluminium och mässing. Exempel på skyltar är vägmärken, gatuskyltar, reklamtavlor, gatupratare och namnskyltar. 
Ordet skylt är känt i svenskan från 1666, och då som skilt och etymologisk härstammar ordet från sköld, som i vapensköld.

## Exempel på skyltar

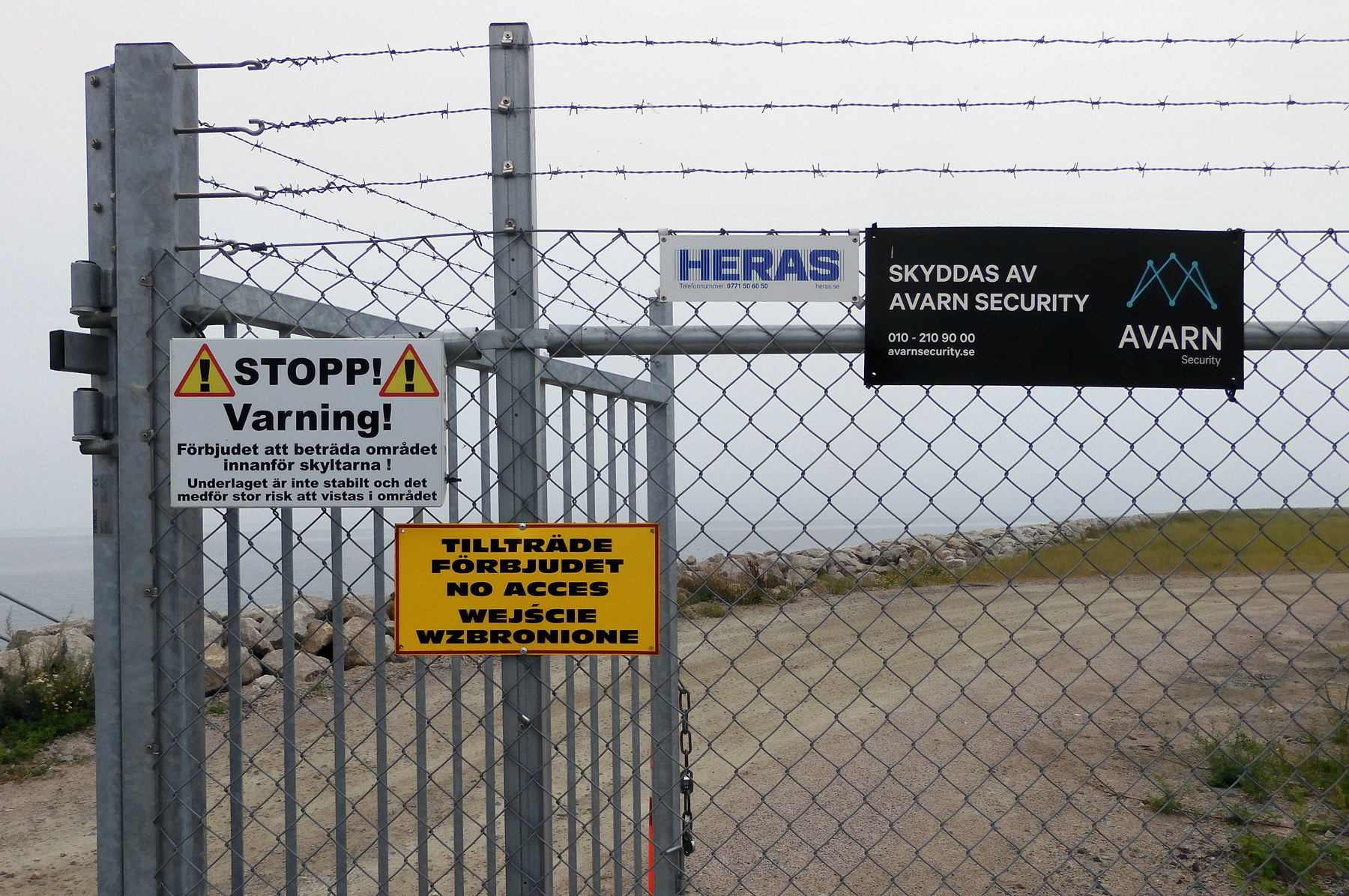
Varningsskyltar på ett staket.
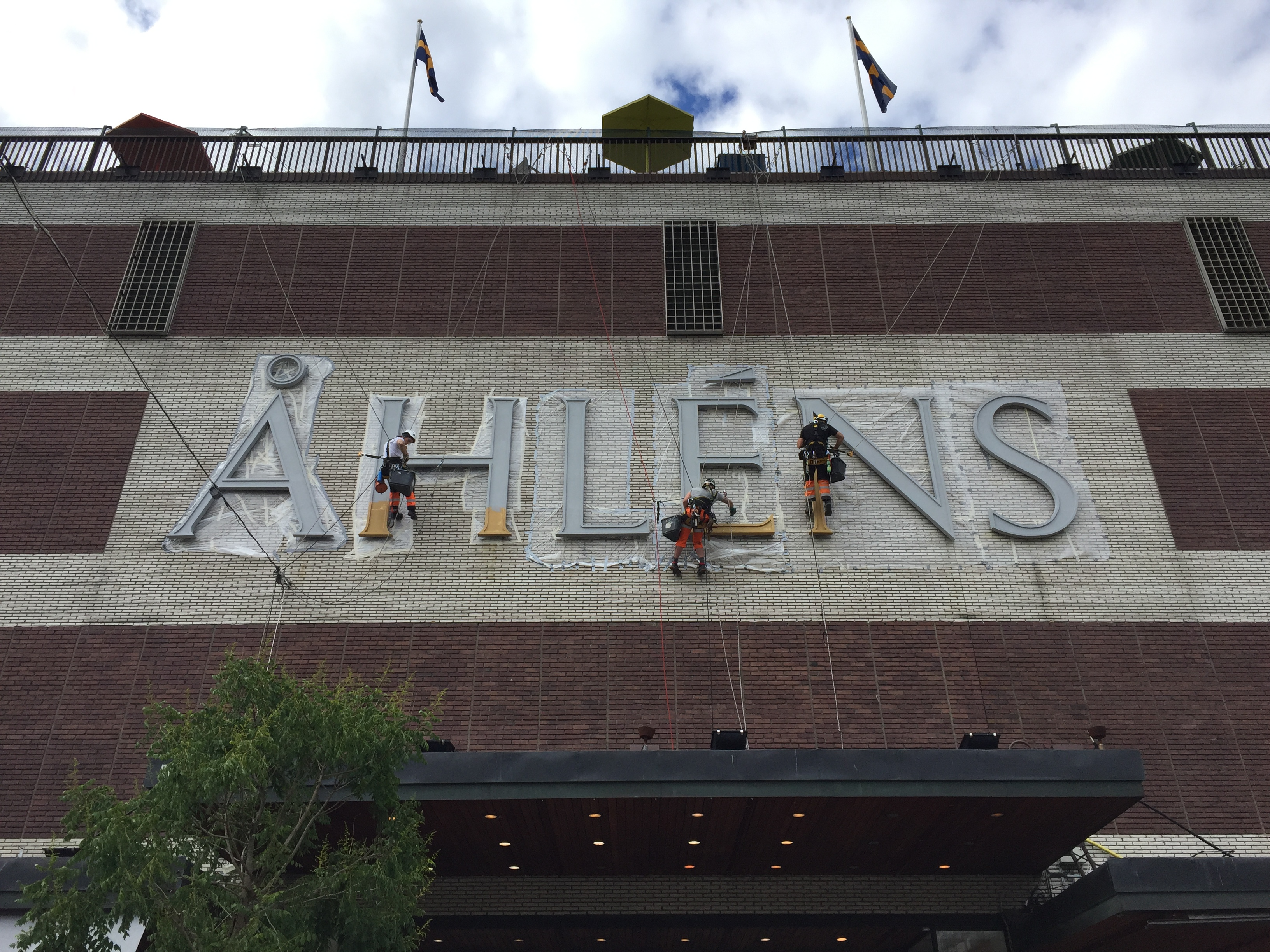
Renovering av Åhlens Citys skylt på Klarabergsgatan.
Skylt som varnar för biologiska faror.
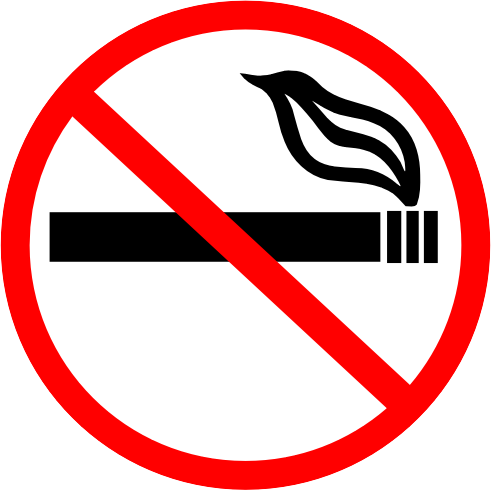
"Rökning förbjuden"-skylt som föreställer en något stiliserad cigarett.
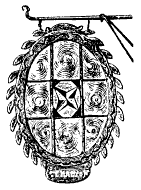
Glasmästarskylt i Stockholm.
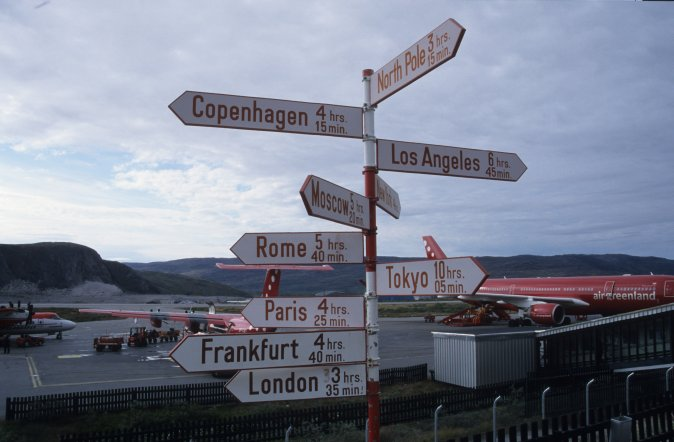
Avståndsskyltar på Kangerlussuaq flygplats i Kangerlussuaq, Grönland.
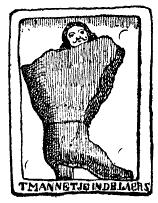
Gammal holländsk skomakarskylt (omkring 1630)
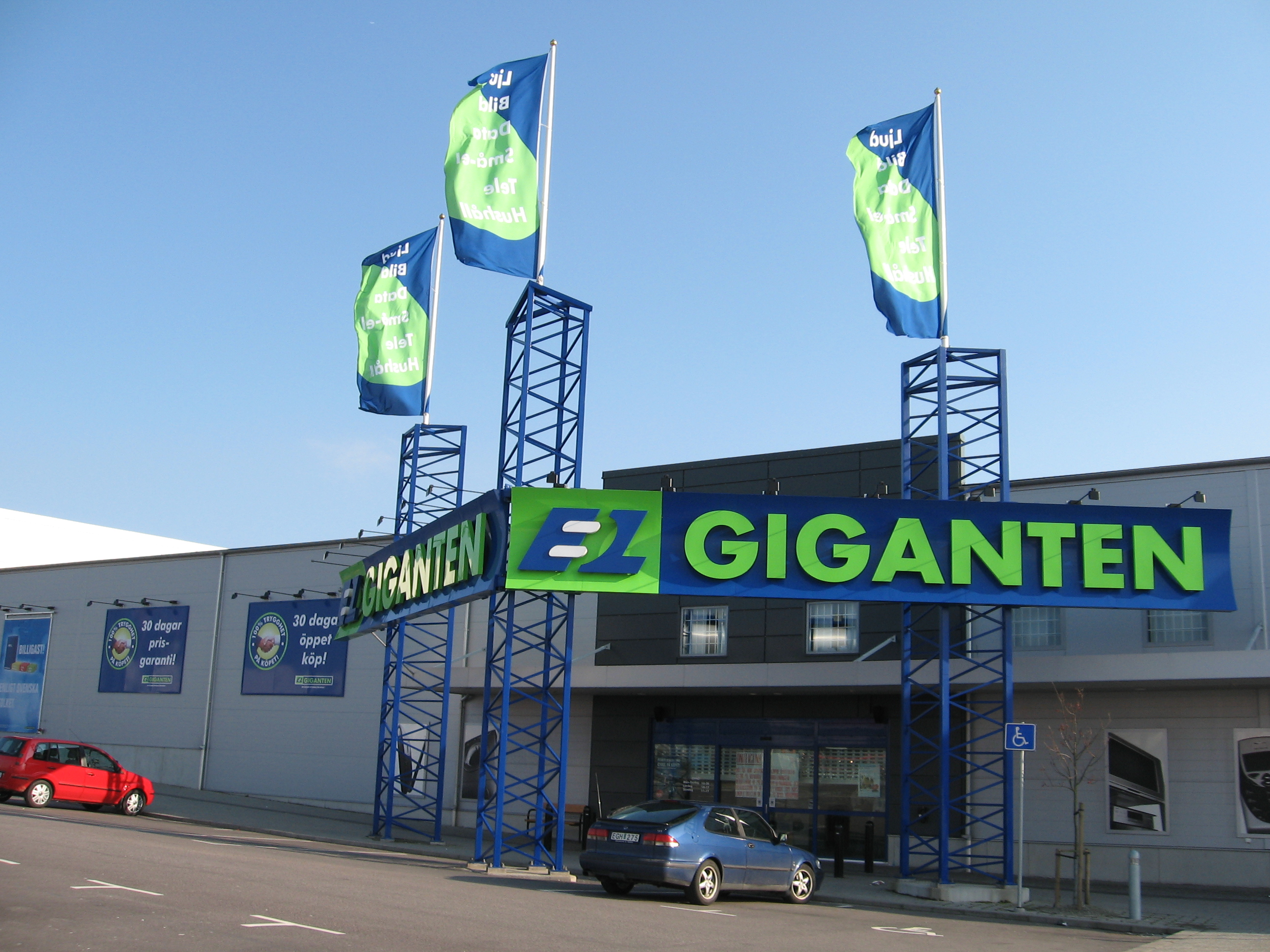
Modern stor butiksskylt vid köpcentrum i Lund, som skall synas på långt håll och är tänkt att vägleda bilburna kunder.
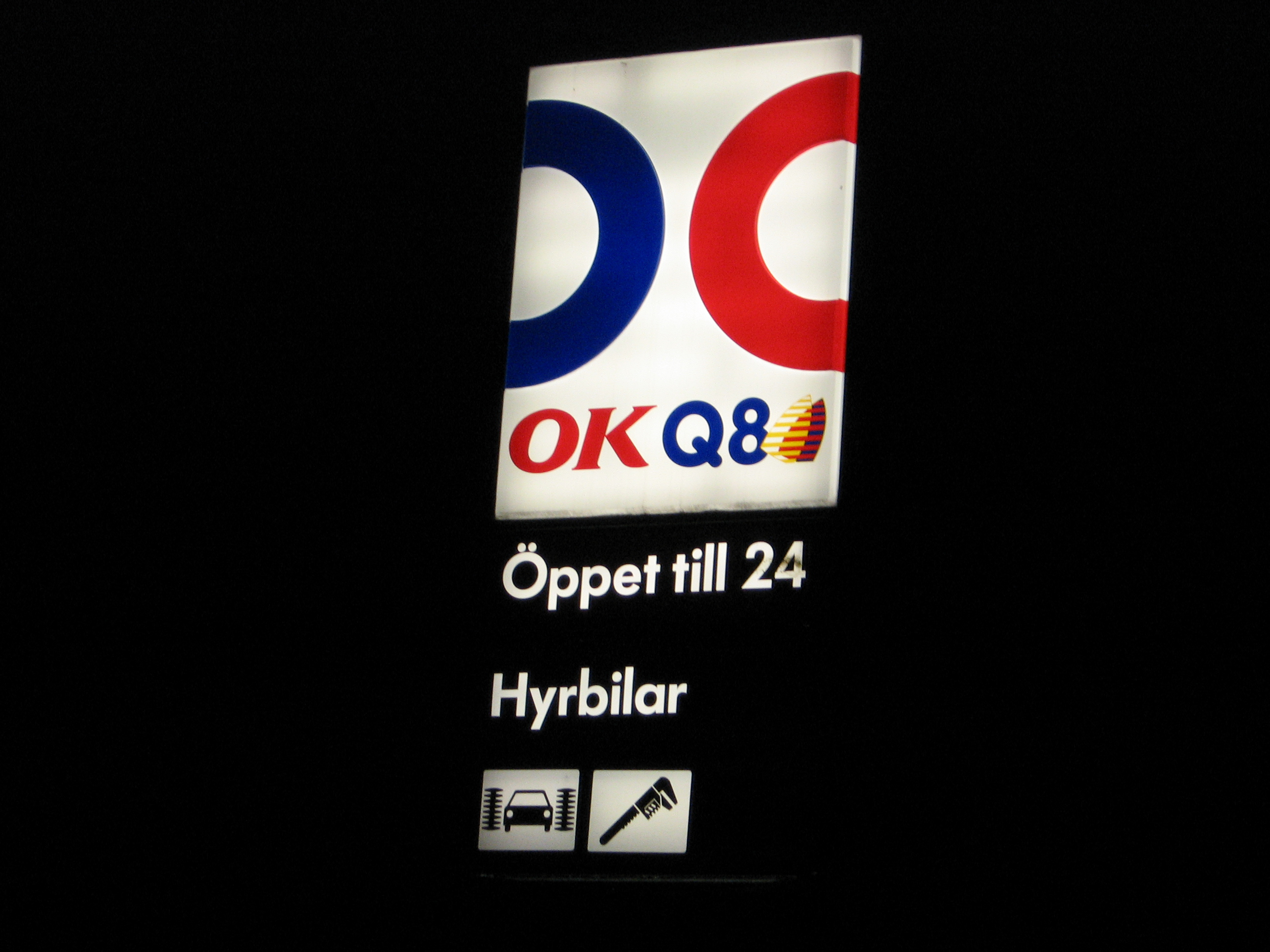
Modern bakgrundsbelyst skylt i Lund, som skall synas bra även då det är mörkt.
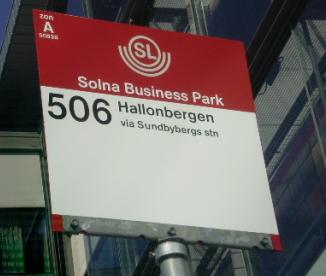
Busskylt belägen i Solna Business Park, Solna kommun. Markerar för resenärerna den plats där bussen stannar för att ta ombord passagerare.
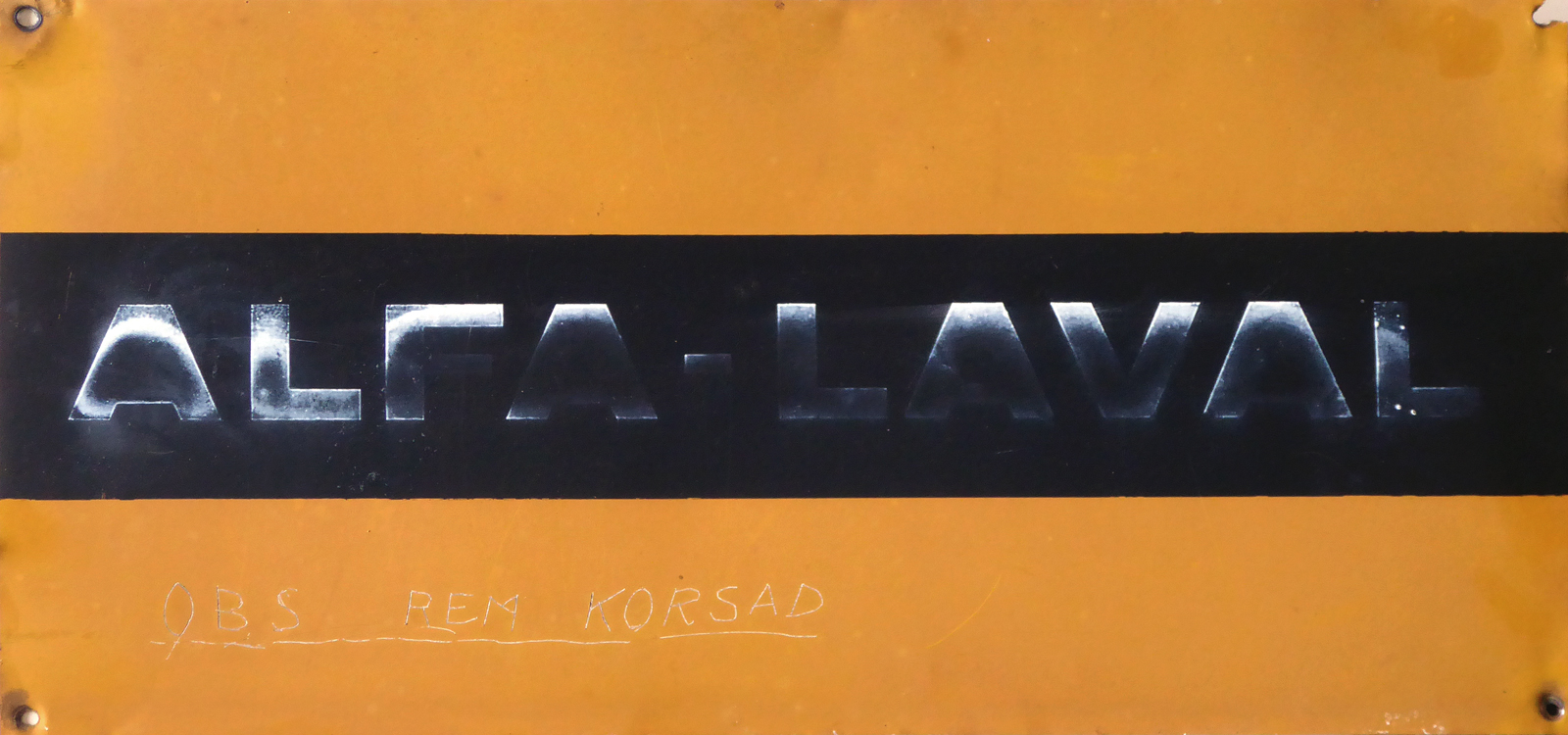
Originalskylt från Alfa-Laval att sättas på lantbruk där deras utrustning användes.
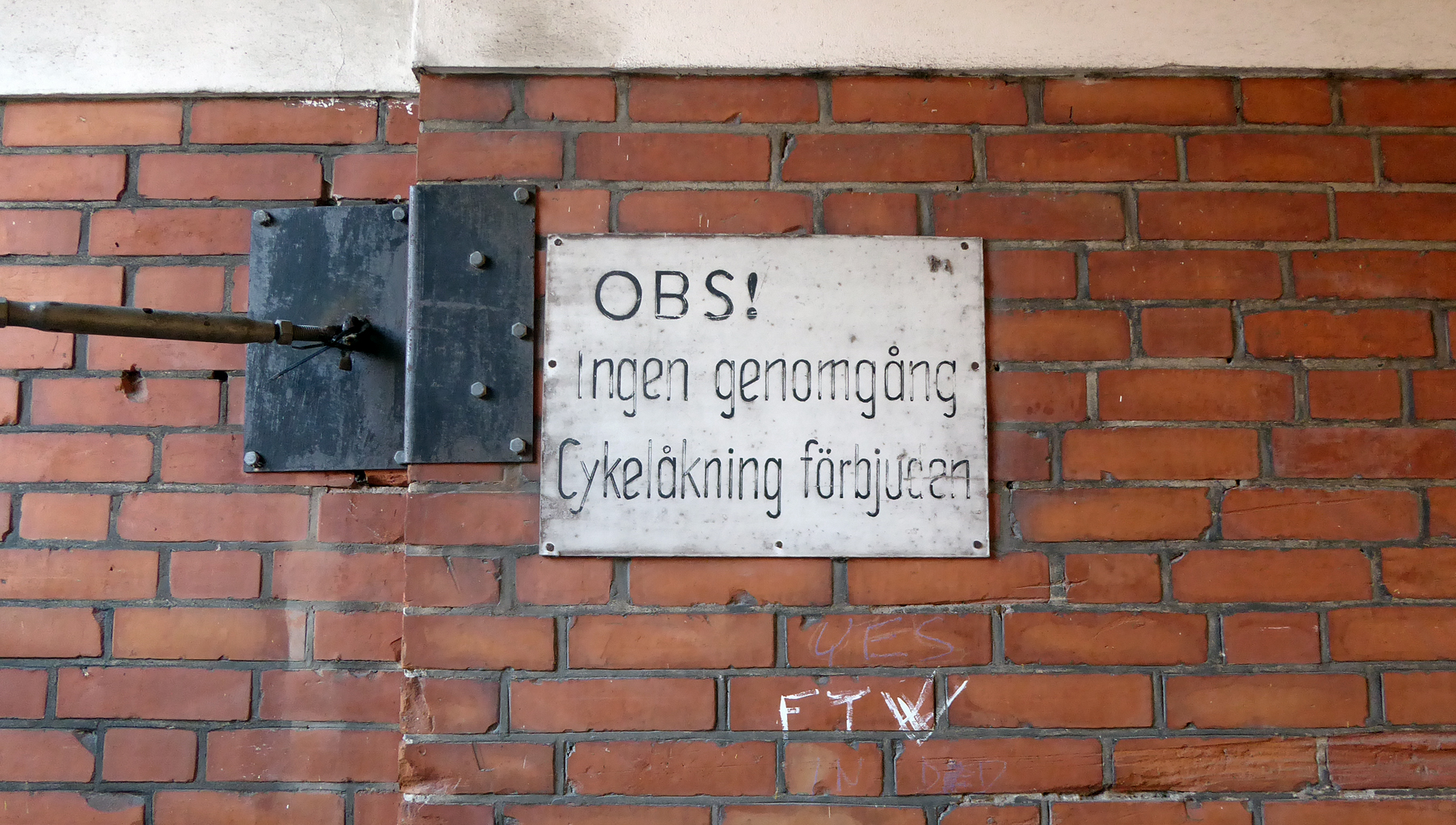
En gammal skylt i en gårdsport i centrala Ystad.
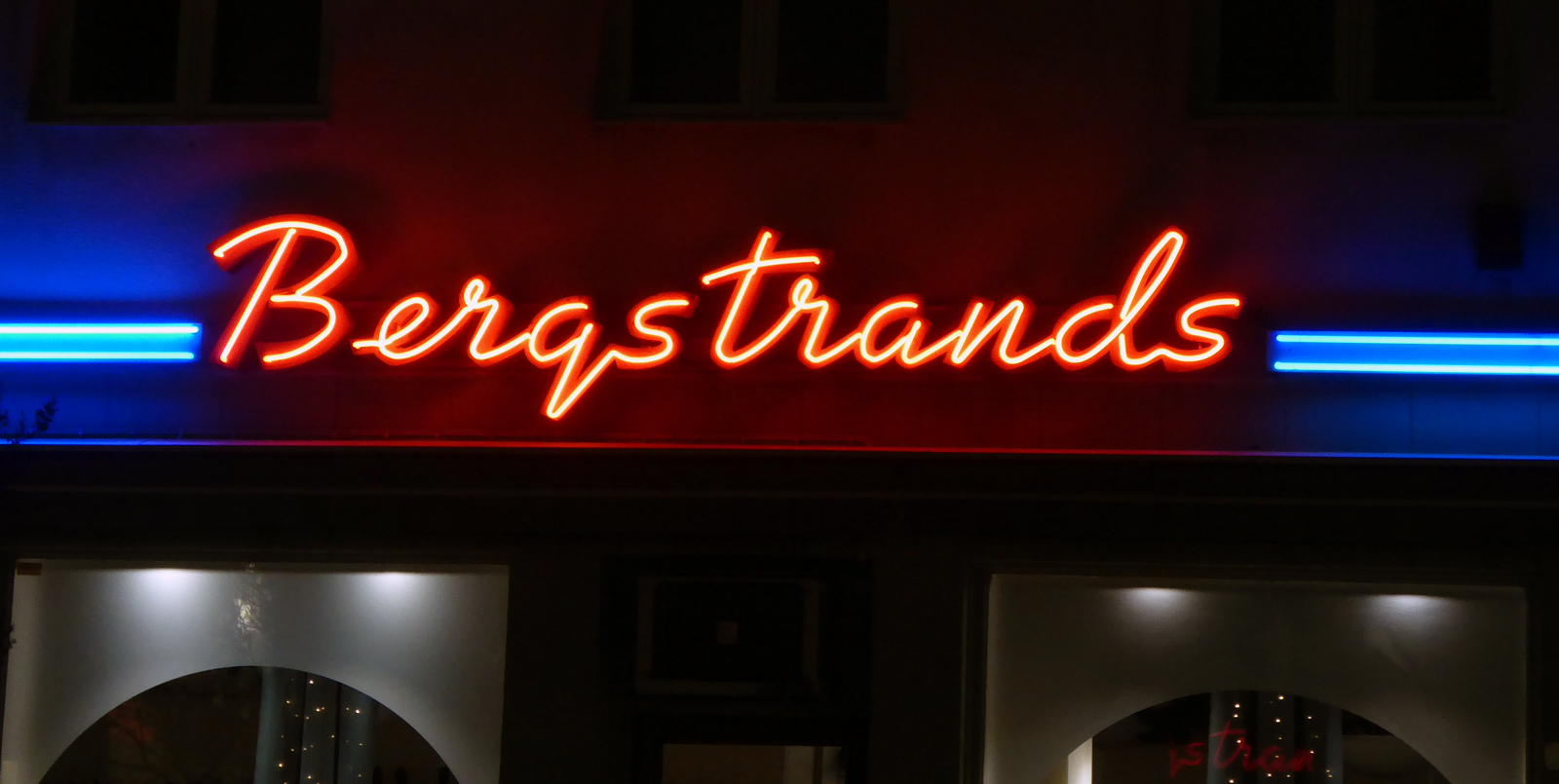
En neonskylt över en affär i centrala Ystad.
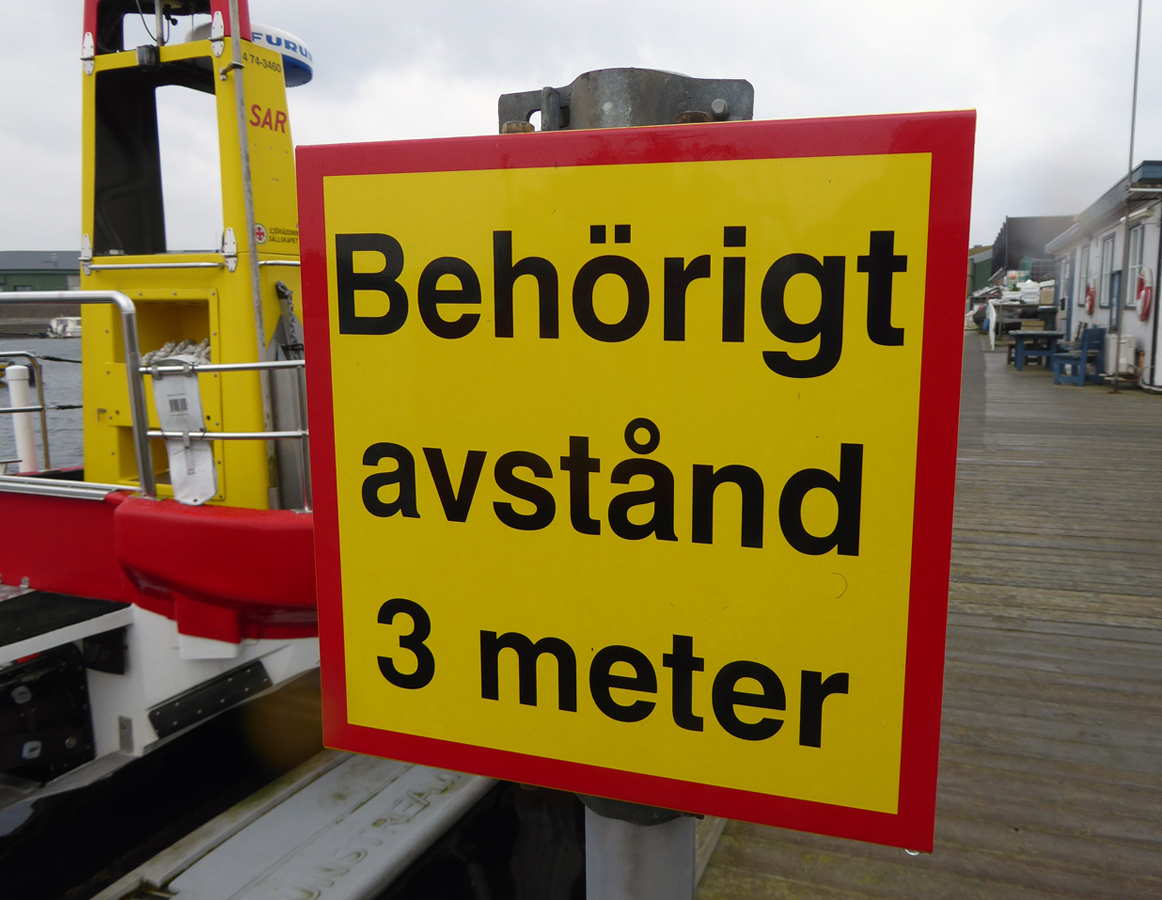
Skylt vid en av Sjöräddningens båtar i Ystad.